# Nado sincronizado nos Jogos Olímpicos de Verão de 2012
As competições de nado sincronizado nos Jogos Olímpicos de Verão de 2012 foram realizadas entre 5 e 10 de agosto no Centro Aquático, em Londres, no Reino Unido.

## Calendário
|                   | Julho | Julho | Julho | Julho | Julho | Julho | Julho | Agosto | Agosto | Agosto | Agosto | Agosto | Agosto | Agosto | Agosto | Agosto | Agosto | Agosto | Agosto |
| Nado sincronizado | 25    | 26    | 27    | 28    | 29    | 30    | 31    | 01     | 02     | 03     | 04     | 05     | 06     | 07     | 08     | 09     | 10     | 11     | 12     |
| ----------------- | ----- | ----- | ----- | ----- | ----- | ----- | ----- | ------ | ------ | ------ | ------ | ------ | ------ | ------ | ------ | ------ | ------ | ------ | ------ |
| Duetos            |       |       |       |       |       |       |       |        |        |        |        |        |        | 1      |        |        |        |        |        |
| Equipe            |       |       |       |       |       |       |       |        |        |        |        |        |        |        |        |        | 1      |        |        |

|  | Dia de competição |  | Dia de final |

## Eventos

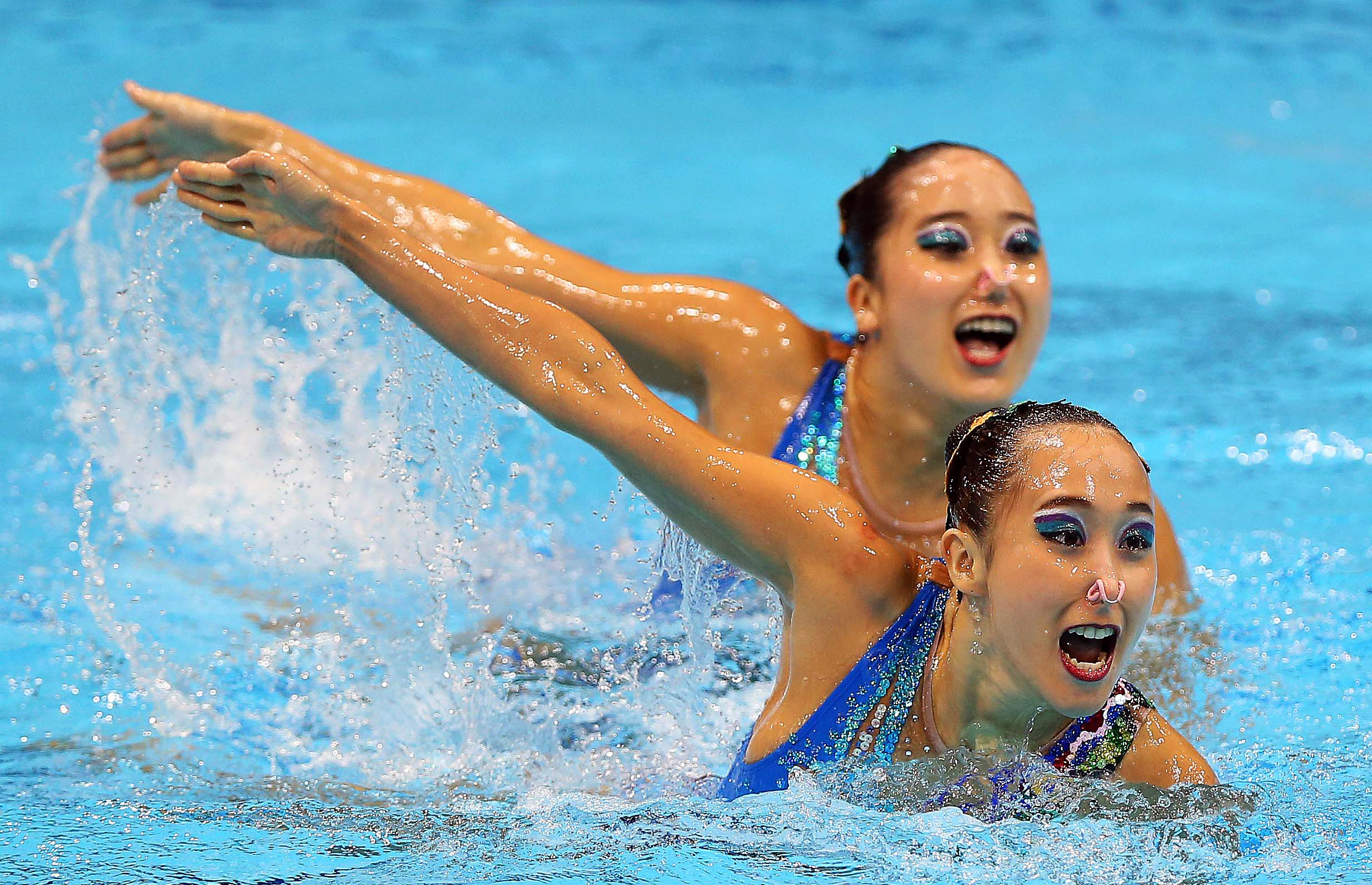
Dueto da Coreia do Sul durante a competição em Londres.

Foram concedidos dois conjuntos de medalhas nos seguintes eventos:
- Equipes feminino
- Duetos feminino

## Medalhistas
| Evento           | Ouro | Prata | Bronze |
| ---------------- | --- | --- | --- |
| Dueto detalhes   | Natalia Ishchenko Svetlana Romashina RUS Rússia | Ona Carbonell Andrea Fuentes ESP Espanha                                                                    | Huang Xuechen Liu Ou CHN China |
| Equipes detalhes | Anastasia Davydova Mariya Gromova Natalia Ishchenko Elvira Khasyanova Daria Korobova Alexandra Patskevich Svetlana Romashina Alla Shishkina Anzhelika Timanina RUS Rússia | Chang Si Chen Xiaojun Huang Xuechen Jiang Tingting Jiang Wenwen Liu Ou Luo Xi Sun Wenyan Wu Yiwen CHN China | Clara Basiana Alba María Cabello Ona Carbonell Margalida Crespí Andrea Fuentes Thaïs Henríquez Paula Klamburg Irene Montrucchio Laia Pons ESP Espanha |

## Quadro de medalhas
| Ordem | País        | Medalha de ouro | Medalha de prata | Medalha de bronze |   | Ordem por total |
| ----- | ----------- | --------------- | ---------------- | ----------------- | - | --------------- |
| 1     | RUS Rússia  | 2               |                  |                   | 2 | 1               |
| 2     | CHN China   |                 | 1                | 1                 | 2 | 1               |
|       | ESP Espanha |                 | 1                | 1                 | 2 | 1               |
| TOTAL | TOTAL       | 2               | 2                | 2                 | 6 | —               |